# Gianfranco Battisti
Gianfranco Battisti (Fiuggi, 19 gennaio 1962) è un dirigente d'azienda italiano.
Dal 31 luglio 2018 al 27 maggio 2021 è stato amministratore delegato e direttore generale di Ferrovie dello Stato Italiane S.p.A.
Da giugno 2022 è consigliere d'amministrazione della Luiss Business School.
Oggi è amministratore delegato di Gesap.

## Formazione
Si è laureato in Scienze Politiche e in Economia e Management Internazionale.

## Carriera
Gianfranco Battisti ha incominciato la sua carriera nel 1988 in Fiat S.p.A nella direzione marketing.
Dieci anni dopo, nel 1998, è entrato in Ferrovie dello Stato Italiane S.p.A. in qualità di responsabile marketing e gestione dei ricavi per i treni notturni, arrivando nel tempo a ricoprire ruoli di crescente importanza come quello di direttore marketing.
Dal 2009 al 2017 è stato direttore della divisione passeggeri nazionale e internazionale e dell’Alta Velocità di Trenitalia,contribuendo a posizionare l’Alta Velocità italiana tra gli attori principali nel mercato europeo del trasporto ferroviario.  Ha guidato il processo che ha portato sull’alta velocità 10 milioni di passeggeri, per cui ha ricevuto anche il Global Award WTM (World Travel Market).
Sempre nel 2009 ha ricoperto il ruolo di consigliere di amministrazione della società Artesia S.p.A (fino al 2011).
È stato Responsabile per il Gruppo FS della task-force nazionale del Comitato gestionale e accoglienza del Giubileo 2000, di EXPO 2015 e Giubileo 2016. 
Dal 2017 a ottobre 2018 è stato amministratore delegato di FS Sistemi Urbani..
Nel mese di luglio del 2018 è stato nominato Amministratore Delegato e Direttore Generale di Ferrovie dello Stato Italiane S.p.A.
A marzo 2020 ha presentato i risultati del bilancio 2019 del Gruppo FS Italiane, con oltre 12 miliardi di euro di ricavi e 584 milioni di utile netto, registrando fino a quel momento il migliore risultato aziendale.
Dal luglio 2019 a maggio 2021 è stato Presidente della Fondazione FS.
Dal 12 luglio 2025 è amministratore delegato di Gesap, la società partecipata che gestisce l'aeroporto Falcone Borsellino di Palermo. 

## Altre cariche ricoperte
È stato componente del management committee delle Ferrovie europee (CER).
A ottobre del 2019 ha inoltre aderito alla CEO’s Call to Action, l’appello per uno sviluppo sostenibile lanciato dal network internazionale CSR Europe ai business leader ed è stato nominato ambasciatore per la promozione della diversità nel settore dei trasporti. Da luglio 2017 a giugno 2020, ha ricoperto la carica di presidente nazionale di Federturismo, federazione di Confindustria che raggruppa le imprese del settore a livello nazionale e internazionale. Fa parte sia del Comitato di indirizzo strategico dell’Università Europea di Roma, sia di quello Direttivo dell’Associazione Nazionale Onlus Incontradonna, che si occupa della prevenzione del tumore al seno.
È stato componente del Consiglio generale di Confindustria Nazionale e da luglio 2020 a maggio 2021 è stato membro del Direttivo interno. È stato inoltre componente del Consiglio Direttivo di Assonime e da dicembre 2020 è stato nominato membro dell’Advisory Board del B20, vertice delle Confindustrie dei Paesi aderenti al G20. È stato Vice Presidente di Unindustria Lazio con delega Infrastrutture per la crescita e Presidente della Sezione Trasporti di Unindustria Lazio per tre mandati.
Da aprile 2021 a giugno 2022 è stato consigliere d'amministrazione dell'Università Luiss Guido Carli.

## Riconoscimenti
Nel 2009 a Londra è stato premiato con il Global Award WTM (World Travel Market) per lo sviluppo del business nell’Alta Velocità in Italia. Nel 2019 ha inoltre vinto il premio Excellent riservato ai manager del turismo e dell’ospitalità.
A novembre 2019, è nominato dalla Commissione Europea ai Trasporti “Ambasciatore Europeo per la diversità”, con il ruolo di promuovere la strategia dell’inclusione nel settore dei trasporti.